# Jack Dylan Grazer
Jack Dylan Grazer (Los Angeles, 3 september 2003) is een Amerikaans acteur.
Grazer is het meest bekend met de rol van Eddie Kaspbrak in Stephen Kings horrorfilm It uit 2017 en de rol van Freddy Freeman in de superheldenfilm Shazam! uit 2019 uit de filmreeks DC Extended Universe. Hij speelt dwarsfluit en is liefhebber van skateboarden. Hij verklaarde dat de film Stand by Me hem inspireerde om acteur te worden.
Grazers oom is de Oscar-winnende filmproducent Brian Grazer.

## Filmografie

### Film
| Jaar | Titel                     | Rol                     | Opmerkingen                                         |
| ---- | ------------------------- | ----------------------- | --------------------------------------------------- |
| 2015 | Tales of Halloween        | Jonge Jimmy Henson      |                                                     |
| 2017 | Scales: Mermaids Are Real | Adam Wilts              |                                                     |
| 2017 | It                        | Eddie Kaspbrak          | hoofdrol                                            |
| 2018 | Beautiful Boy             | Nic Sheff (12 jaar)     |                                                     |
| 2019 | Shazam!                   | Freddy Freeman          | hoofdrol                                            |
| 2019 | It Chapter Two            | Eddie Kaspbrak          | flashbacks, James Ransone speelt de volwassen Eddie |
| 2020 | Don't Tell a Soul         | Joey                    | hoofdrol                                            |
| 2021 | Luca                      | Alberto Scorfano (stem) | hoofdrol                                            |
| 2021 | Ron's Gone Wrong          | Barney Pudowski (stem)  | hoofdrol                                            |
| 2023 | Shazam! Fury of the Gods  | Freddy Freeman          | hoofdrol                                            |

### Televisie
| Jaar | Titel                                    | Rol              | Opmerkingen                                                                  |
| ---- | ---------------------------------------- | ---------------- | ---------------------------------------------------------------------------- |
| 2014 | The Greatest Event in Television History | Son              | afl.: "Bosom Buddies"                                                        |
| 2015 | Comedy Bang! Bang!                       | Kayden Aukerman  | afl.: "Jesse Tyler Ferguson Wears a Brown Checked Shit and Stripey Socks"    |
| 2017 | Me, Myself & I                           | jonge Alex Riley | 10 afleveringen. Bobby Moynihan en John Larroquette spelen Alex en oude Alex |
| 2018 | Speechless                               | Rev              | afl. "E-I-- EIGHTEEN"                                                        |
| 2020 | We Are Who We Are                        | Fraser Wilson    | 8 afleveringen, hoofdrol                                                     |

## Prijzen en nominaties
Onder andere:
| Jaar | Prijs                | Categorie          | Werk    | Uitslag     |
| ---- | -------------------- | ------------------ | ------- | ----------- |
| 2018 | MTV Movie & TV Award | Beste filmteam     | It      | Genomineerd |
| 2019 | Saturn Award         | Beste jonge acteur | Shazam! | Genomineerd |